# Aholming
Aholming est une commune de Bavière (Allemagne), située dans l'arrondissement de Deggendorf, dans le district de Basse-Bavière.

## Histoire
Des sépultures à inhumation, découverte en 1887, ainsi que divers éléments, attestent d'une occupation celtique du site au deuxième tiers du IIIe siècle av. J.-C..